# Купало, Виктор Маркович
Виктор Маркович Купало (1914—2012) — советский офицер, лётчик гражданской авиации. Заслуженный пилот СССР (1966).

## Биография
Родился 14 июня 1914 года в деревне Селище Могилёвской губернии (ныне Оршанского района Витебской области) в многодетной крестьянской семье.
В 1928 году закончил семилетку и поступил в Оршанский автодорожный техникум на специальность автомеханик-шофер. Успешно окончил техникум в 1931 году. До 1932 года работал при техникуме автомехаником-шофером.
Окончил Тамбовскую летную школу. Прошел курс обучения по аэродинамике, летному делу, двигателям, метеорологии. Ему было присвоено звание лейтенанта. Был направлен на работу в Уфу, в распоряжение Уральского Управления Гражданской Авиации. В начале 1938 года был направлен в Батайское летное училище на повышение квалификации. Освоил самолет Р-5 и ПС-40. После окончания был направлен в распоряжение Западно-Сибирского Управления Гражданской Авиации, в Омск, где был сформирован ночной отряд. В этом отряде летал на ночной линии — первой линии в СССР до конца 1938 года, обслуживая участок Свердловск-Красноярск. В начале 1939 года был переведен в Новосибирск. Стал пилотом II класса, летал на самолетах ПС-9 (АН-9), ПС-40, ПС-41, ДС-3 (ПС-84).
В 1939—1940 годах участвовал Советско-Финской войне, летал на самолете СБ по обслуживанию связи действующих фронтов: Петрозаводского, Ухтинского и Мурманского направлений. В марте 1941 года, как командир запаса, в звании лейтенанта, вместе с другими пилотами Гражданской Авиации был призван в действующую армию. Служил в частях ВВС, в 212 Особом полку дальней бомбардировки в Смоленске. С первого дня войны стал участником боевых действий. В боях был ранен. В 1943 году перенес сложную операцию, она оказалась неудачной. Заключение врачей — к летной работе не годен. Был отправлен в тыл, в Новосибирск. Здесь встретил жену и увидел своего первенца — дочку Надю. Получил разрешение летать только на транспортных машинах. В 1944 году был командиром эскадрильи штаба ВВС Западно-Сибирского военного округа.
С 1946 по 1979 год — в аэрофлоте на летной работе. Прошел путь от пилота-инструктора до начальника Летно-Технического Отряда Управления. Был командиром Ил-12, Ил-14. В 1952 году было присвоено звание полковника Гражданской Авиации. 1955—1956 годах находился на годичных курсах усовершенствования высшего и среднего начальственного состава Гражданской Авиации в Ленинграде. Успешно прошел курс, вернулся в Новосибирск и стал начальником штурманского отдела Гражданской Авиации Западно-Сибирского Военного Округа. Затем был назначен командиром летного состава. За период нахождения на службе поступил в 1965 году в Свердловский юридический институт, который окончил в 1970 году. Ему была присвоена квалификация юриста высшей категории. В 1956 году стал учиться летать на ТУ-104. Он был организатором и командиром 204-го летного отряда реактивных самолетов. Командовал этим отрядом 18 лет.
В 1977 году ушел с летной работы. В этом же году был назначен начальником летно-методического центра при Учебно-тренировочном отряде (УТО), которым он руководил до 1979 года. В 1979 году переехал в Беларусь, в Витебск, поближе к родным, к внукам. В 1980 году в Витебске был назначен на должность начальника штаба летной эскадрильи, на этой должности он находился до 1987 года.
В 1987 году ушел на заслуженный отдых и переехал в Минск. Был избран депутатом поселкового Совета[уточнить].
Умер 17 февраля 2012 года на 98 году жизни.

## Награды
- Орден Ленина.
- Заслуженный пилот СССР (1966)